# 杜奈群島

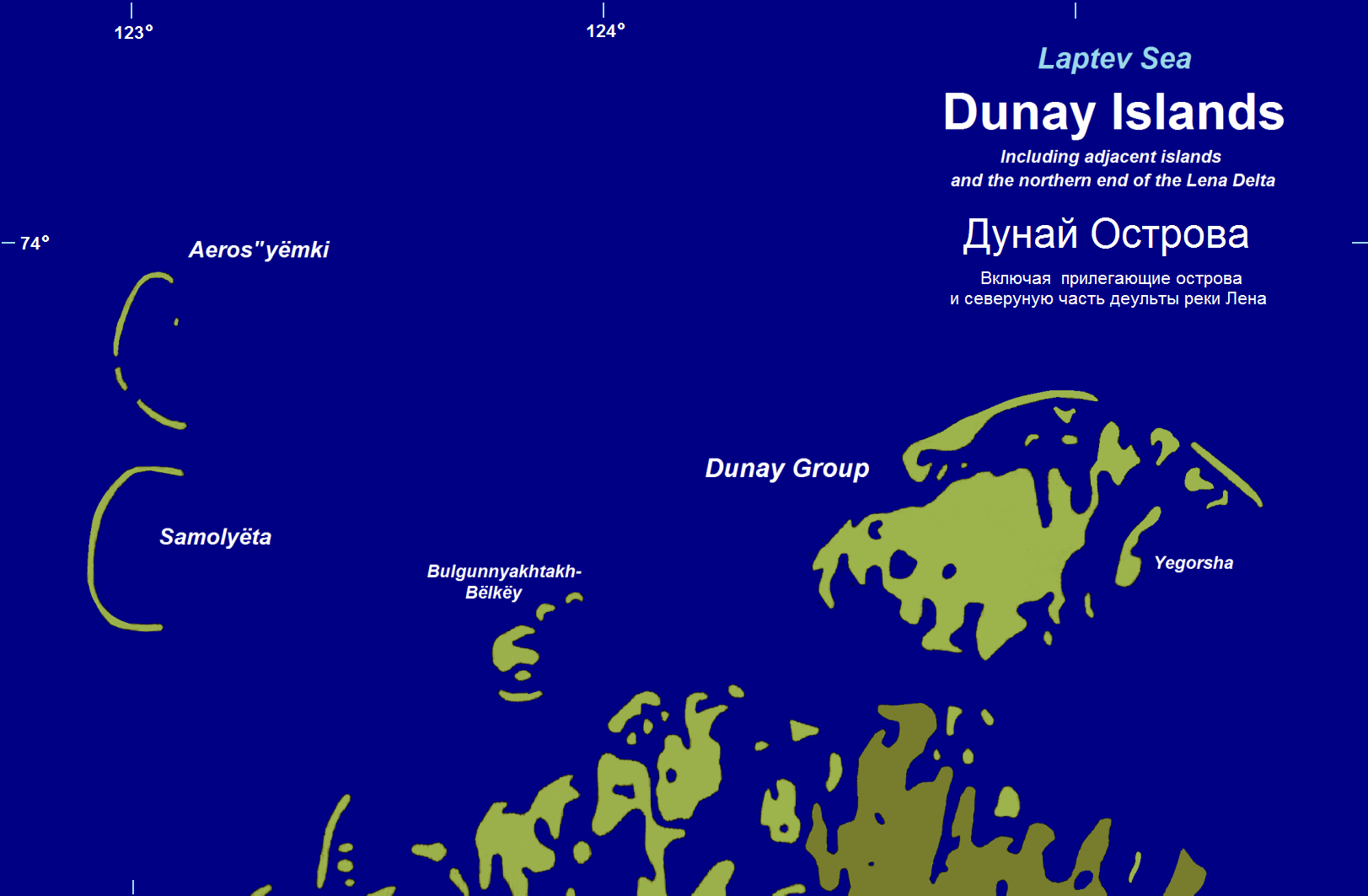

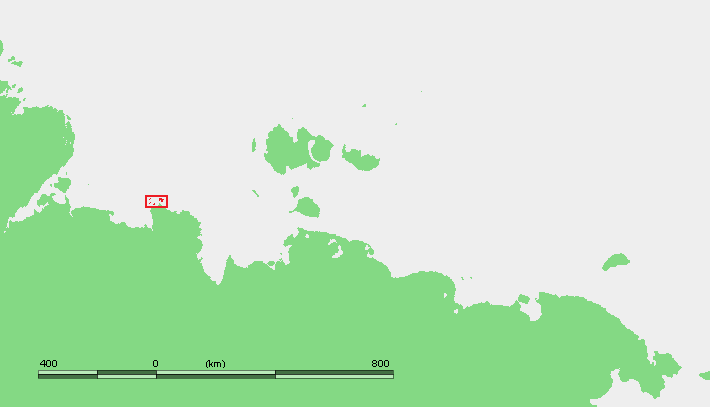

杜奈群島是俄羅斯的群島，位於拉普捷夫海，毗鄰勒拿河口處，由薩哈共和國負責管轄，受北極氣候影響，每年有九個月時間被冰雪覆蓋，主島長16公里、寬8公里，
73°51′N 124°31′E / 73.850°N 124.517°E